# Fast fashion

La fast fashion (anglicisme, également ultra-fast fashion), mode éphémère ou mode express, est un segment de l'industrie vestimentaire qui se caractérise par le renouvellement très rapide des vêtements proposés à la vente, plusieurs fois par saison, voire plusieurs fois par mois.

## Historique

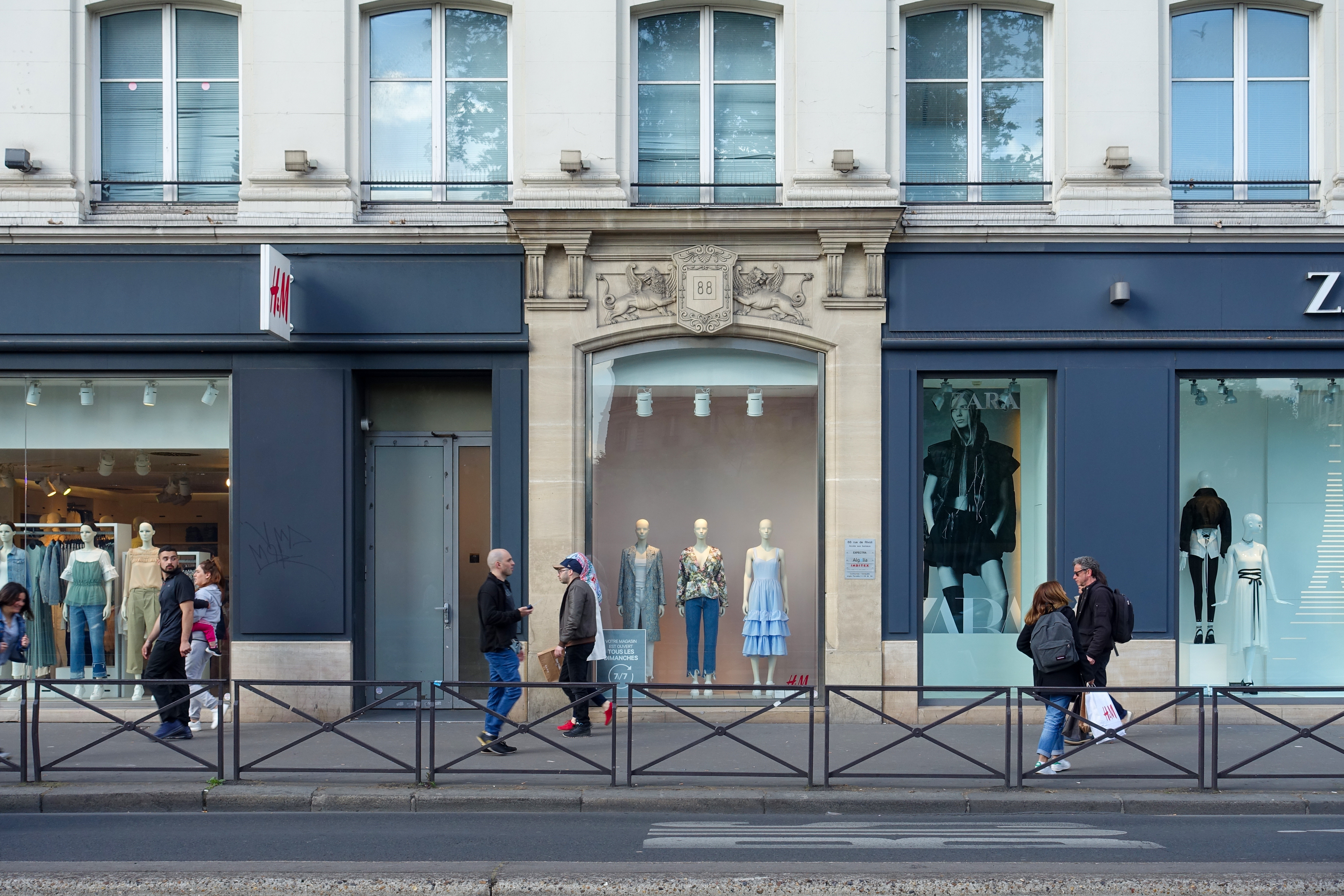
Boutiques H&M et Zara, rue de Rivoli à Paris.

Jusqu’à la seconde moitié du XXe siècle, la mode est réservée aux classes élevées. La nouveauté n’est pas un besoin : chacun s’habille comme ses parents et grands-parents. En 1950, l’habillement représente un tiers du budget des ménages, contre 5 % en 2020[Où ?].
En 1975, la marque Zara est créée en Espagne par Amancio Ortega Gaona, qui deviendra une des plus grandes fortunes mondiales. Amancio Ortega commence par fabriquer des robes, en s’inspirant des modèles haut de gamme, mais vendues bien moins chères. Il s’installe au cœur des grandes villes et invente un nouveau marketing consistant à créer un sentiment de rareté chez les clients, et limitant la publicité.
Dans les années 2010-2020, de nouvelles marques apparaissent uniquement en ligne, uniquement pour les jeunes, et encore moins chères : Boohoo (presque 1 milliard d'€ de CA en 2019), PrettyLittleThing (en), Missguided (en). Les marques ont recours aux média sociaux et influenceurs numériques : la moitié des publications d’Instagram est consacrée à la mode et la beauté.
Le 24 avril 2013, l’effondrement du Rana Plaza à Dacca, capitale du Bangladesh, provoque la mort de 1 127 ouvriers de l'industrie textile. Elle inspire en France la loi relative au devoir de vigilance des sociétés mères et entreprises donneuses d'ordre. La mode éthique fait son apparition, ainsi que la slow fashion.
Durant la pandémie de Covid-19, Inditex, maison mère de Zara, annonce la fermeture de 1 200 de ses magasins dans le monde, et vise 25 % de son chiffre d’affaires par les ventes en ligne en 2022 alors qu’elles en représentent 14 % en 2019 .

## Méthodes de conception, production et vente
La création des vêtements a largement recours au plagiat.
Les vêtements sont produits dans des séries relativement petites et les stocks sont très peu renouvelés,. Ces vêtements sont ainsi destinés à être portés pendant une courte période de temps et à être vendus à un coût suffisamment bas pour que la clientèle soit fortement incitée à renouveler très fréquemment sa garde-robe, et à ne pas surseoir son acte d'achat dans l'attente des soldes de fin de saison.
Grâce au neuromarketing, les marques de fast fashion sollicitent le système de récompense avec les prix bas et les émotions d’urgence grâce à la rareté d’un produit. Les influenceurs créent une relation personnelle avec le consommateur.
Les marques maîtrisent l’ensemble de la chaîne logistique, pour réduire les coûts et les délais entre le lancement d’un produit et son arrivée en magasin.

## Impacts sociaux et environnementaux
Le secteur de la mode compte parmi les industries ayant un des impacts les plus importants sur les changements climatiques et le renforcement des inégalités socio-économiques à travers le monde.
Le textile est un des secteurs économiques les plus polluants, par exemple la production d’une tonne de textile est responsable de 200 litres d’eau polluée. Afin de se donner une image verte, les fabricants ont recours à la viscose à la place du coton. Ce textile nécessite moins d’eau mais son procédé de fabrication nécessite des produits chimiques dangereux comme le disulfure de carbone.
La mode en ligne représente le tiers des livraisons, qui elles-mêmes sont responsables de 10 % des émissions de gaz à effet de serre[Quand ?][Où ?].
La durée d’utilisation des vêtements n’est pas limitée seulement par la mode, mais aussi par leur faible qualité, ce qui les rend difficiles à revendre ou à donner. Ils sont de plus difficiles à recycler à cause du polyester. Chaque année en Europe, quatre millions de tonnes de textile sont jetées.
En 2020, le groupe Boohoo est accusé de faire fabriquer des vêtements dans des conditions d’esclavage contemporain (salaires de 3,50 £ l’heure) dans des ateliers textiles de Leicester.

## Conditions de travail
Les vêtements issus du mouvement Fast Fashion sont vendus à très bas prix contrairement à ceux qui se retrouvent dans des magasins. Cependant, bien que ce soit bénéfique pour les consommateurs de changer leur garde robe à faible prix, les ouvriers qui eux les fabriquent en payent largement le prix. 
Les pays en voie de développement comme le Bangladesh sont pour de nombreuses marques l’endroit de prédilection pour la confection de leurs vêtements grâce aux ouvriers sous payés. Les conditions de travail y sont extrêmement mauvaises. Le travail s’effectue dans des ateliers, ou les fenêtres sont obstruées par des draps afin de bloquer la lumière du soleil et d’empêcher les gens de se distraire de leur travail en regardant à l’extérieur. 
Ils doivent travailler dans la chaleur et le froid extrême puisqu’il n’y a ni chauffage ni air climatisé. Leur lieu de travail est insalubre et tous les murs sont fissurés et menacent de s'écrouler. Il n’est pas rare non plus qu’ils aient à utiliser des produits chimiques et ce sans protection ou même qu’on voie travailler des enfants dans les ateliers.

## Contestation: histoire et acteurs
En 2009, le Collectif Éthique sur l'Étiquette, membre français de la coalition mondiale Clean Clothes Campaign, lance la campagne « Droits des travailleurs : liquidation totale ? » pour faire réfléchir les consommateurs à ce que cachent les prix bas des vêtements proposés par les grandes surfaces. Avec une pétition ciblant Auchan, Carrefour, E. Leclerc et Casino, le collectif cherche à obtenir de ces enseignes qu’elles cessent la pression exercée sur leurs fournisseurs textiles en matière de droits des travailleurs.
En 2011, l’organisation non gouvernementale de protection de l’environnement Greenpeace lance aux marques le défi Detox dont l’objectif est la production d’une mode sans toxiques avant le 1er janvier 2020. L’ONG pose trois principes à respecter : la prévention et précaution, le droit d’information et l’élimination. Après 1 an d’investigations, le 13 juillet, Greenpeace publie un rapport nommé « Dirty Laundry » (linge sale) listant différentes marques dont les fournisseurs chinois polluent les rivières en rejetant des substances toxiques entraînant pour les populations locales cancers et problèmes hormonaux. En réaction, quelques jours plus tard, elle coordonne un streap tease géant devant les enseignes Nike et Adidas simultanément dans 14 pays et plus de 30 villes du monde pour faire pression sur ces marques.
Le 18 septembre 2012, le Collectif Éthique sur l'Étiquette lance la campagne « Made in Cambodge : le salaire de la faim » pour dénoncer les conditions de travail des ouvrières cambodgiennes. Quatre marques sont ciblées : H&M, Zara, Levi’s et Gap. Lors d’une action coup de poing à Paris, les activistes mettent en scène un die-in en référence aux 2 400 travailleurs évanouis d’épuisement en 2011 dans des usines au Cambodge. Le 20 novembre de la même année, Greenpeace publie un rapport « Les dessous toxiques de la mode » où elle pointe notamment les rejets de substances chimiques de la marque espagnole Zara. Dans le même temps, elle crée une réplique du site de Zara et détourne les images et les messages pour inciter la marque à répondre à son appel. Elle y inscrit « Zara peut faire une mode sans pollution », ou encore « Zara est accro aux produits chimiques dangereux »,. Quatre jours plus tard, des militants organisent des défilés devant les enseignes Zara, vêtus d’habits de la marque et portant des masques pour alerter les passants et consommateurs sur la « mode toxique ». Le 5 décembre 2012, l’ONG accuse Levi’s de pollution des eaux au Mexique en s’appuyant sur le même rapport.Sur place, des militants érigent une flèche de 110 mètres de long pour pointer l’une des usines travaillant pour la marque[source secondaire nécessaire]. 
Le 15 octobre 2014, le Collectif Éthique sur l’Etiquette lance « #soldées », une campagne en soutien aux travailleurs de l’industrie du textile mobilisés pour leur droit à un salaire vital. Jusqu’en 2017, le collectif interpelle des marques françaises dont Pimkie, Decathlon et Celio.
En 2018, cinq ans après la promesse d’H&M de verser un salaire décent à ses travailleurs, le Collectif lance la campagne « Turn around H&M » (H&M, un demi-tour s’impose) pour leur enjoindre de ne pas tourner le dos à leur promesse au terme de l’échéance fixée,.
Le 12 avril 2019, Extinction Rebellion, un mouvement social écologiste international spécialisé dans la désobéissance civile non violente, mène une action de sensibilisation à Paris devant le magasin H&M du 9e arrondissement. Les militants disposent une montagne de vêtements devant l’enseigne pour alerter sur la pollution de l’industrie textile et dénoncer le greenwashing de la marque. À l’occasion du premier samedi des soldes, le 29 juin de la même année, le mouvement civil organise des actions à Nantes et Lyon : déambulation, pyramide de déchets sauvages, prise de parole en public et distribution de tracts. En novembre, Éthique sur l'Étiquette, Clean Clothes Campaign et Public Eye publient l’étude « Le coût du RESPECT selon Zara ». Les ONG reprennent un pull de la marque estampillé « R-E-S-P-E-C-T : find out what it means to me » (découvre ce que cela veut dire pour moi) en référence à la chanson d’Aretha Franklin et affichent le prix décomposé pour dénoncer l’écart entre les profits de la firme et le salaire des travailleurs du textile.
En juillet 2020, le premier samedi des soldes, une longue chaîne de vêtements de 170 mètres est déployée à Lille par les activistes d’Extinction Rebellion pour dénoncer la surconsommation. Le mois suivant, Clean Clothes Campaign publie le rapport « Un(der)paid in the pandemic » (Sous ou pas payés durant la pandémie). En réaction à la baisse des salaires et aux licenciement sans indemnisation des travailleurs, elle lance la campagne internationale « #payyourworkers » (payez vos travailleurs). Lors d’une semaine d’action internationale, ils lancent une pétition pour faire pression sur des enseignes, notamment Amazon, Nike et Next pour qu’elles versent l’intégralité de leurs salaires aux travailleurs malgré la crise. Le 29 septembre, en parallèle du défilé Dior, à l’extérieur, devant les grilles du jardin des Tuileries, des militants d’Extinction Rebellion défilent avec des inscriptions sur leurs chemises. Une activiste pénètre dans le défilé et brandit sur le podium une banderole « we are all fashion victims » (nous sommes tous des victimes de la mode),. Le samedi 17 octobre, les activistes d’Extinction Rebellion et de Youth for climate bloquent deux magasins Zara à Toulouse pour dénoncer l’exploitation des travailleurs et la destruction des écosystèmes liée à la production de textile.
Le 5 octobre 2021, durant la Fashion Week, des activistes d’Extinction Rebellion, de Youth for climate et des Amis de la Terre infiltrent le défilé de Louis Vuitton au Louvre pour brandir le message « overconsumption = extinction » (surconsommation = extinction).